# Kamendaka elaeis
Kamendaka elaeis är en insektsart som beskrevs av Van Stalle 1984. Kamendaka elaeis ingår i släktet Kamendaka och familjen Derbidae. Inga underarter finns listade i Catalogue of Life.